# اندیس آبدار۱
آبدار۱ یک اندیس فلزی است که در حوالی شهر شهر بابک استان کرمان قرار دارد و مادهٔ معدنی موجود در آن، مس است.  